# Asia Cup (Cricket)
Der Asia Cup ist ein Cricketturnier für asiatische Nationalmannschaften das seit 1984 ausgetragen wird. Es wird regulär im ODI-Format ausgetragen, seit 2016 im Wechsel auch im Twenty20-Format. Die erfolgreichste Mannschaft ist Indien mit acht Siegen. Seit 2007 gibt es den Asia Cup auch als Turnier für Frauenmannschaften.

## Geschichte
Der Asia Cup wurde 1984 durch den Asian Cricket Council ins Leben gerufen und sollte zunächst alle zwei Jahre stattfinden. Die erste Ausgabe wurde im Gruppenformat ausgetragen und neben dem Späteren Sieger Indien nahmen auch Sri Lanka und Pakistan an dem Turnier teil. Die zweite Ausgabe in Sri Lanka konnte vom Gastgeber gewonnen werden, nachdem Indien sich aus sportpolitischen Gründen nicht am Turnier beteiligt hatte und durch den Gewinner des South-East Asia Cups Bangladesch ersetzt wurde. Die kommenden zwei Ausgaben wurden durch Indien gewonnen. Jedoch dominierten die politischen Spannungen zwischen Indien und Pakistan das Geschehen, so dass Pakistan auf einen Start 1990 absagte und das geplante Turnier 1993 in Pakistan nicht stattfand. 1995 konnte wieder durch Indien gewonnen werden, 1997 durch Sri Lanka, bevor 2000 Pakistan seinen ersten Turniergewinn erringen konnte. Ab 2004 nahmen erstmals Hong Kong und die Vereinigten Arabischen Emirate am Turnier und somit sechs Mannschaften teil, das durch Sri Lanka gewonnen wurde. Das gleiche Format hatte 2008 den gleichen Gewinner. 2010 kehrte man zum alten Format mit den vier Test-Teams aus Asien zurück und Indien konnte seinen fünften Titelgewinn erzielen. 2012 konnte durch Pakistan gewonnen werden. Bei der Ausgabe 2014 nahm mit der Zunahme Afghanistans fünf Mannschaften am Turnier teil, das durch Sri Lanka gewonnen wurde. Der Asia Cup 2016 fand in Bangladesch statt und wurde erstmals durch ein Team ergänzt, dass in einer Qualifikation bestimmt wurde. Außerdem war es das erste Turnier, das im Twenty20-Format ausgetragen wurde. Seitdem werden die Turniere in dem Format ausgetragen, in dem die kommende Weltmeisterschaft ausgetragen wird.

## Asia Cup Turniere
| Jahr | Gastgeber                    | Format | Gewinner  | Finalgegner | Ergebnis                        |
| ---- | ---------------------------- | ------ | --------- | ----------- | ------------------------------- |
| 1984 | Vereinigte Arabische Emirate | ODI    | Indien    | Sri Lanka   | Gruppe                          |
| 1986 | Sri Lanka                    | ODI    | Sri Lanka | Pakistan    | Sri Lanka gewinnt mit 5 Wickets |
| 1988 | Bangladesch                  | ODI    | Indien    | Sri Lanka   | Indien gewinnt mit 6 Wickets    |
| 1990 | Indien                       | ODI    | Indien    | Sri Lanka   | Indien gewinnt mit 7 Wickets    |
| 1993 | Pakistan                     | ODI    | abgesagt  | abgesagt    | abgesagt                        |
| 1995 | Vereinigte Arabische Emirate | ODI    | Indien    | Sri Lanka   | Indien gewinnt mit 8 Wickets    |
| 1997 | Sri Lanka                    | ODI    | Sri Lanka | Indien      | Sri Lanka gewinnt mit 8 Wickets |
| 2000 | Bangladesch                  | ODI    | Pakistan  | Sri Lanka   | Pakistan gewinnt mit 39 Runs    |
| 2004 | Sri Lanka                    | ODI    | Sri Lanka | Indien      | Sri Lanka gewinnt mit 25 Runs   |
| 2008 | Pakistan                     | ODI    | Sri Lanka | Indien      | Sri Lanka gewinnt mit 100 Runs  |
| 2010 | Sri Lanka                    | ODI    | Indien    | Sri Lanka   | Indien gewinnt mit 81 Runs      |
| 2012 | Bangladesch                  | ODI    | Pakistan  | Bangladesch | Pakistan gewinnt mit 2 Runs     |
| 2014 | Bangladesch                  | ODI    | Sri Lanka | Pakistan    | Sri Lanka gewinnt mit 5 Wickets |
| 2016 | Bangladesch                  | T20    | Indien    | Bangladesch | Indien gewinnt mit 8 Wickets    |
| 2018 | Vereinigte Arabische Emirate | ODI    | Indien    | Bangladesch | Indien gewinnt mit 3 Wickets    |
| 2022 | Vereinigte Arabische Emirate | T20    | Sri Lanka | Pakistan    | Pakistan gewinnt mit 25 Runs    |
| 2023 | Pakistan Sri Lanka           | ODI    | Indien    | Sri Lanka   | Indien gewinnt mit 10 Wickets   |

## Siege nach Team
| Titel | Land      | Saison                                         |
| ----- | --------- | ---------------------------------------------- |
| 8     | Indien    | 1984, 1988, 1990, 1995, 2010, 2016, 2018, 2023 |
| 6     | Sri Lanka | 1986, 1997, 2004, 2008, 2014, 2022             |
| 2     | Pakistan  | 2000, 2012                                     |

## Platzierungen der Teilnehmer
| nicht teilgenommen |
| Vorrunde (VR)      |
| Viertelfinale (VF) |
| Halbfinale (HF)    |
| Zweiter Platz (2)  |
| Turniersieger (1)  |

| Team               | 1984 | 1986 | 1988 | 1990 | 1995 | 1997 | 2000 | 2004 | 2008 | 2010 | 2012 | 2014 | 2016 | 2018 | 2022 | 2023 |
| ------------------ | ---- | ---- | ---- | ---- | ---- | ---- | ---- | ---- | ---- | ---- | ---- | ---- | ---- | ---- | ---- | ---- |
| Afghanistan        |      |      |      |      |      |      |      |      |      |      |      | 4    |      | 4    | 4    | VR   |
| Bangladesch        |      | 3    | 4    | 3    | 4    | 4    | 4    | 4    | 4    | 4    | 2    | 5    | 2    | 2    | VR   | 3    |
| Hongkong           |      |      |      |      |      |      |      | VR   | VR   |      |      |      |      | VR   | VR   |      |
| Indien             | 1    |      | 1    | 1    | 1    | 2    | 3    | 2    | 2    | 1    | 3    | 3    | 1    | 1    | 3    | 1    |
| Nepal              |      |      |      |      |      |      |      |      |      |      |      |      |      |      |      | VR   |
| Pakistan           | 3    | 2    | 3    |      | 3    | 3    | 1    | 3    | 3    | 3    | 1    | 2    | 3    | 3    | 2    | 4    |
| Sri Lanka          | 2    | 1    | 2    | 2    | 2    | 1    | 2    | 1    | 1    | 2    | 4    | 1    | 4    | VR   | 1    | 2    |
| Ver. Arab. Emirate |      |      |      |      |      |      |      | VR   | VR   |      |      |      | 5    |      |      |      |
| Teilnehmer         | 3    | 3    | 4    | 3    | 4    | 4    | 4    | 6    | 6    | 4    | 4    | 5    | 5    | 6    | 6    | 6    |